# A Clash of Kings
A Clash of Kings é o segundo livro da série de fantasia épica As Crônicas de Gelo e Fogo, escrita pelo norte-americano George R. R. Martin e publicada pela editora Bantam Spectra. Foi publicado pela primeira vez em 16 de novembro de 1998 no Reino Unido, sendo lançado nos Estados Unidos em março de 1999. Ele foi indicado ao Prêmio Nebula de Melhor Romance e, como seu predecessor A Game of Thrones, venceu o Prêmio Locus de 1999 na mesma categoria.
O livro serve de base para a trama da segunda temporada da adaptação televisiva da saga, intitulada Game of Thrones. No Brasil, a obra foi publicada pela editora LeYa em março de 2011 com o título A Fúria dos Reis. Por sua extensão, em Portugal ela foi dividida em dois volumes, lançados em 2008 pela editora Saída de Emergência sob os títulos A Fúria dos Reis e O Despertar da Magia.

## Enredo
A Clash of Kings começa onde A Game of Thrones terminou. Os Sete Reinos de Westeros estão em uma guerra civil, enquanto a Patrulha da Noite monta uma força de reconhecimento ao Norte da Muralha para investigar as pessoas misteriosas, conhecidos como selvagens, que lá vivem. Enquanto isso, no distante Leste, Daenerys Targaryen continua sua busca para retornar e conquistar os Sete Reinos.

### Em Westeros
A guerra civil para conquistar o Trono de Ferro se torna mais complexa. A guerra é chamada de a Guerra dos Cinco Reis. Os três primeiros reis a se rebelarem contra o Rei Joffrey Baratheon foram Stannis Baratheon, Renly Baratheon e Robb Stark—em A Game of Thrones. Balon Greyjoy se declara Rei das Ilhas de Ferro, lançando uma ataque massivo na costa oeste do Norte. No castelo dos Stark, Winterfell, o irmão mais jovem de Robb, Bran Stark, se recuperou de seu coma e agora está em comando. Ele encontra dois novos amigos quando Jojen e Meera Reed vindos da Atalaia da Água Cinzenta, com o objeitvo de renovar os votos, e Jojen acaba se interessando por seus estranhos sonhos.
Stannis Baratheon se autodeclara Rei de Westeros, encorajado por Melisandre de Asshai, uma sacerdotisa vermelha de R'hllor, um deus popular no Leste porém desconhecido em Westeros. O irmão mais jovem de Stannis, Renly, também reivindicou o trono. Pelo direito Stannis possuía a melhor reivindicação, por ser o irmão mais velho. Catelyn Stark vai ao encontro dos dois irmãos para discutir uma possível aliança Stark-Baratheon contra o inimigo comum de ambos, os Lannister. A discussão fracassa, e uma misteriosa sombra, controlada por Melisandre, mata Renly em sua tenda enquanto Catelyn e a guerreira Brienne de Tarth estão presentes. As duas fogem e, como resultado do assassinato, Ponta Tempestade, a fortaleza de Renly, cai e a maioria de seus apoiadores passa para o lado de Stannis.
Tyrion Lannister chega em Porto Real para servir como Mão do Rei de seu sobrinho, o jovem Rei Joffrey Baratheon. Tyrion trabalha para melhorar as defesas da cidade contra um possível ataque, e também entra em negociações com outras famílias nobres para aumentar a força do exército de seu sobrinho. Ele envia o desleal Petyr Baelish para negociar com os Tyrell, antigos aliados de Renly que não se juntaram a Stannis, conseguindo o suporte da casa quando Lorde Mace Tyrell concorda em casar sua filha Margaery com Joffrey, apesar de seu casamento não consumado com o falecido Renly e a promessa de casamento entre Joffrey e Sansa Stark. Tyrion também consegue a aliança da casa Martell ao arranjar o casamento de Myrcella Baratheon, irmã de Joffrey, com Trystane Martell.
Para impressionar seu pai Balon, Theon Greyjoy, antigo protegido de Eddard Stark e amigo de Robb, captura Winterfell com apenas trinta homens, tomando os jovens Bran e Rickon Stark como prisioneiros. Bran e Rickon desaparecem em uma noite e Theon não consegue recapturá-los. Ao invés de parecer tolo por deixá-los escapar, Theon mata dois garotos camponeses e mutila suas faces para se passarem por Bran e Rickon. Acreditando que os dois príncipes foram assassinados, os apoiadores dos Stark cercam o castelo de Winterfell juntos com a Casa Bolton. Porém, Theon havia conspirado com o bastardo dos Bolton, Ramsay Snow, para que eles atacassem os sitiantes. Theon abre os portões para os Bolton, porém eles o traem e arrasam Winterfell. Para proteger os herdeiros da Casa Stark, que permaneceram escondidos nas criptas subterrâneas, Meistre Luwin convence os meninos a tomarem caminhos separados: Osha, uma selvagem capturada que virou uma servente Stark, concorda em levar Rickon para um lugar seguro, enquanto Bran, acompanhado por Jojen, Meera e Hodor, viaja para o Norte da Muralha.
Arya Stark, se passando por um garoto chamado Arry para esconder sua identidade como filha de Eddard Stark, viaja para o norte com recrutas para a Patrulha da Noite. O grupo é capturado e levado para Harrenhal, um castelo pertencente aos Lannister, onde Arya se passa por uma camponesa servente. Um misterioso homem, Jaqen H'ghar, recompensa Arya por salvar sua vida ao matar dois homens que ela havia escolhido. Ao invés de escolher um terceiro e último homem para ser morto, Arya ardilosamente convoca a ajuda de Jaqen para libertar apoiadores dos Stark que rapidamente assumem o controle de Harrenhal. Jaqen dá a Arya uma moeda e uma estranha frase, "Valar morghulis", para ser usada como emergência. Lorde Roose Bolton logo chega e assume o comando de Harrenhal. Arya se torna sua copeira, porém rapidamente escapa.
O exército de Stannis Baratheon chega em Porto Real e lança um ataque por terra e mar. Sob o comando de Tyrion, a marinha de Stannis é destruída pelo uso de fogovivo e por uma corrente que o Duende mandou instalar na Baía da Água Negra, impedindo que os navios de Stannis pudessem fugir. Stannis consegue fugir com um exército muito reduzido e poucos navios. Tyrion é severamente ferido durante a batalha devido ao ataque de um dos guardas de Joffrey atuando como um agente de sua irmã Cersei, porém ele é salvo por Pod, seu escudeiro.

### Ao norte da Muralha
Um grupo de reconhecimento da Patrulha da Noite avança para o norte da Muralha. Na Fortaleza de Craster eles descobrem que os anárquicos selvagens estão se unindo sob uma única figura, o Rei-para-lá-da-Muralha Mance Rayder. A Patrulha continua para uma fortaleza destruída antigamente conhecida como Punho dos Primeiros Homens. O Senhor Comandante Jeor Mormont envia Jon Snow e Qhorin Meia-Mão para uma missão de reconhecimento avançada nas Passos dos Guinchos.
Nos passos, Jon e Meia-Mão são caçados por caçadores selvagens. Enfrentando uma derrota certa, Meia-Mão ordena que Jon aja como traidor para se infiltrar nos selvagens e descobrir seus planos. Como prova que ele realmente mudou de lado, os selvagens forçam Jon a lutar contra Meia-Mão, matando-o com a ajuda de Fantasma, seu lobo gigante. Jon descobre que Rayder já está se movimentando contra a Muralha com milhares de guerreiros.

### No Leste
Daenerys Targaryen avança para o leste acompanhada pelo cavaleiro Jorah Mormont, seus poucos seguidores leais e seus três dragões recém nascidos. Batedores encontram uma rota para a cidade mercante de Qarth. Daenerys é a maravilha da cidade por seus dragões. Um mercante em particular parece especialmente interessado nela, Xaro Xhoan Daxos, que é o líder dos Treze, um proeminente grupo de mercadores em Qarth. Ele inicialmente age como anfitrião, porém no final Daenerys não consegue fazer acordo com os mercadores para que eles a ajudem a conquistar o Trono de Ferro por se recusar a dar um de seus dragões. Na Casa dos Imortais, os poderosos feiticeiros de Qarth mostram a Daenerys muitas imagens confusas e sua vida é ameaçada. Seu dragão Drogon incendeia a Casa dos Imortais, criando uma hostilidade com os qartenos. Uma tentativa de assassinato contra Daenerys é impedida pela chegada de dois estranhos, Belwas, o Forte, e seu escudeiro, um guerreiro chamado Arstan Barba Branca. Eles são agentes de Magíster Illyrio Mopatis, aliado de Daenerys, que vieram levá-la de volta para Pentos. Ela e seus seguidores deixam a cidade.

## Personagens de ponto de vista
A história é contada pelo ponto de vista de 9 personagens, mais um personagem de prólogo. Os títulos dos capítulos indicam a perspectiva:
- Prólogo: Meistre Cressen, um meistre em Pedra do Dragão.
- Tyrion Lannister: filho mais jovem de Lorde Tywin Lannister, irmão de Cersei e Jaime Lannister.
- Senhora Catelyn Stark, da Casa Tully, viúva de Eddard Stark, Senhor de Winterfell.
- Sor Davos Seaworth, um contrabandista que se tornou cavaleiro ao serviço do Rei Stannis Baratheon
- Princesa Sansa Stark, filha mais velha de Eddard Stark e Catelyn Stark, mantida prisioneira pelo Rei do Trono de Ferro em Porto Real.
- Princesa Arya Stark, filha mais nova de Eddard Stark e Catelyn Stark, desaparecida e presumidamente morta.
- Príncipe Bran Stark, segundo filho de Eddard Stark e Catelyn Stark, herdeiro de Winterfell e do Reino do Norte.
- Jon Snow, filho bastardo de Eddard Stark e um homem da Patrulha da Noite.
- Theon Greyjoy, herdeiro das Ilhas de Ferro e antigo protegido de Eddard Stark.
- Rainha Daenerys Targaryen, Filha da Tormenta, da Dinastia Targaryen.

## Capítulos
Os livros da série publicados em Portugal pela editora Saída de Emergência são divididos de tal forma que um livro na versão original ou versão brasileira corresponde a dois livros na versão portuguesa. Assim o segundo livro da série A Fúria dos Reis, corresponde ao livro 3 A Fúria dos Reis e livro 4 O Despertar da Magia.
- Capítulos do terceiro livro da edição portuguesa

•A Fúria dos Reis
- Prologue. Pg.7 (Maester Cressen)
- Arya I. Pg. 31
- Sansa I. Pg. 37
- Tyrion I. Pg. 49
- Bran I. Pg. 64
- Arya II. Pg.73
- Jon I. Pg.83
- Catelyn I. Pg. 95
- Tyrion II. Pg. 108
- Arya III. Pg. 120
- Davos I. Pg. 128
- Theon I. Pg. 143
- Daenerys I. Pg. 163
- Jon II. Pg. 176
- Arya IV. Pg. 183
- Tyrion III. Pg. 197
- Bran II. Pg. 210
- Tyrion IV. Pg. 225
- Sansa II. Pg. 240
- Arya V. Pg. 248
- Tyrion V. Pg. 263
- Bran III. Pg. 276
- Catelyn II. Pg. 285
- Jon III. Pg. 302
- Theon II. Pg. 322
- Tyrion VI. Pg. 339
- Arya VI. Pg. 353
- Daenerys II. Pg. 360
- Bran IV. Pg. 369
- Tyrion VII. Pg. 378
- Arya VII. Pg. 387
- Catelyn III. Pg. 399
- Sansa III. Pg. 412
- Catelyn IV. Pg. 420
- Capítulos do quarto livro da edição portuguesa

•O Despertar da Magia
- Jon IV. Pg. 7
- Bran V. Pg. 17
- Tyrion VIII. Pg. 24
- Theon III. Pg. 32
- Arya VIII. Pg. 40
- Catelyn V. Pg. 48
- Daenerys III. Pg. 63
- Tyrion IX. Pg. 74
- Davos II. Pg. 88
- Jon V. Pg. 105
- Tyrion X. Pg. 114
- Catelyn VI. Pg. 127
- Bran VI. Pg. 139
- Arya IX. Pg. 149
- Daenerys IV. Pg. 167
- Tyrion XI. Pg. 178
- Theon IV. Pg. 187
- Jon VI. Pg. 201
- Sansa IV. Pg. 213
- Jon VII. Pg. 223
- Tyrion XII. Pg. 231
- Catelyn VII. Pg. 240
- Theon V. Pg. 255
- Sansa V. Pg. 264
- Davos III. Pg. 271
- Tyrion XIII. Pg. 286
- Sansa VI. Pg. 292
- Tyrion XIV. Pg. 299
- Sansa VII. Pg. 307
- Daenerys V. Pg. 314
- Arya X. Pg. 327
- Sansa VIII. Pg. 343
- Theon VI. Pg. 352
- Tyrion XV. Pg. 364
- Jon VIII. Pg. 373
- Bran VII. Pg. 385
- Appendix. Pg. 396

## Recepção
Como seu predecessor, A Clash of Kings foi recebido positivamente pela crítica. Dorman Schindler, do The Dallas Morning News, o descreveu como "um dos melhores [trabalhos] neste subgênero em particular", elogiando "a riqueza deste mundo inventado e suas culturas... dá aos romances do Sr. Martin uma sensação de história medieval ao invés de ficção". Escrevendo para o The San Diego Union-Tribune, Jim Hopper chamou A Clash of Kings de "Alta Fantasia com vingança" e comentou: "Vou admitir que fiquei acordado até tarde na última semana para terminar esse livro enorme, e espero que não demore muito até o próximo sair". Danielle Pilon escreveu no Winnipeg Free Press que o livro "mostra nenhum sinal da perda de objetivo usual de 'metade do livro'". Apesar dela achar que as mudanças de ponto de vista constantes serem "momentaneamente confusas", ela achou que ele "leva os leitores para dentro dos labirintos políticos e das intrigas militares e invoca simpatia por personagens em todos os lados do conflito". Bradley H. Sinor, do Tulsa World, alogiou Martin por "manter os leitores equilíbrados na ponta da espada" e conseguir fazer "três coisas importantes" com A Clash of Kings: "Prende os leitores tendo eles lido ou não o primeiro livro, conta uma história satisfatória e faz o leitor querer o próximo livro o mais rápido possível". Steve Perry do The Oregonian chamou o livro de "facilmente tão bom quanto o primeiro" e comentou que os livros de As Crônicas de Gelo e Fogo eram "tão complexos, fascinantes e bem processados que os leitores certamente irão ficar presos em toda a série". Entretanto, ele alertou que "se fosse um filme, seria classificado como '18 anos' por sexo e violência, então não dê esse livro para seu sobrinho de 10 anos que gosta de Conan".

## Adaptação televisiva
A Clash of Kings foi adaptado como a segunda temporada, constituída por dez episódios, da série de televisão Game of Thrones em 2012.

## Prêmios e indicações
| Premiação     | Ano  | Categoria                    | Resultado |
| ------------- | ---- | ---------------------------- | --------- |
| Prêmio Locus  | 1999 | Melhor Romance (Fantasia)    | Venceu    |
| Prêmio Nebula | 1999 | Melhor Romance               | Indicado  |
| Ignotus Award | 2004 | Melhor Romance (Estrangeiro) | Venceu    |